# Extensión abeliana
En álgebra abstracta, una extensión abeliana es una extensión de Galois cuyo grupo de Galois es abeliano. Cuando el grupo de Galois es un grupo cíclico, entonces tenemos una extensión cíclica.
Cualquier extensión finita de un cuerpo finito es una extensión cíclica. El desarrollo de la teoría de cuerpos de clases ha proporcionado información detallada sobre las extensiones abelianas de los cuerpos numéricos, cuerpos funcionales de curvas algebraicas sobre cuerpos finitos, y cuerpos locales.
Hay dos conceptos ligeramente diferentes de extensiones ciclotómicas: éstas pueden significar extensiones formadas mediante el adjuntado de raíces de la unidad, o subextensiones de tales extensiones. Los cuerpos ciclotómicos son ejemplos. Cualquier extensión ciclotómica (para otra definición) es abeliana.
Si un cuerpo K una n-ésima raíz primitiva de la unidad y la n-ésima raíz de un elemento de K es adjuntada, el resultado, llamado extensión de Kummer es una extensión abeliana (si K tiene característica p se debe decir que p no divide a n, puesto que de otra manera, podría fallar, incluso en ser una extensión separable). Sin embargo, en general, el grupo de Galois de las raíces n-ésimas de elementos operan conjuntamente sobre las raíces n-ésimas y sobre las raíces de la unidad, dando un grupo de Galois no abeliano como producto semidirecto. La teoría de Kummer proporciona una descripción completa del caso de extensión abeliano, y el teorema de Kronecker-Weber postula que si K es un cuerpo de números racionales, una extensión es abeliana si y sólo si es un subcuerpo de un cuerpo obtenido mediante el adjuntado de una raíz de la unidad.
Hay una importante analogía con el grupo fundamental en topología, el cual clasifica todos los espacios recubridores de un espacio: las coberturas abelianas son clasificadas mediante su abelianización, que se relaciona directamente con el primer grupo homológico.